# Котис VI
Вижте пояснителната страница за други личности с името Котис.
Котис VI (на старогръцки: Κότυς, Kotys VI, Cotys VI) e цар на Одриското царство в Тракия през 1 век пр.н.е.

## Деца
Той е баща на:
- Раскупорис II
- Реметалк I
- Котис VII